# L'Orange de Noël
Pour l'adaptation, voir L'Orange de Noël (téléfilm).
 (janvier 2022).
L'Orange de Noël est un roman français de Michel Peyramaure paru en 1982 (adapté pour la télévision en 1996).

## Résumé
En 1913, en Corrèze, Cécile, jeune institutrice, doit laïciser Saint-Roch. Elle se lie avec Malvina, gitane de 13 ans qu'elle héberge. Les parents, menacés par le curé, rechignent à enlever leurs enfants de l'école religieuse. Pierre, frère et responsable de Malvina, l'inscrit à l'école de Cécile. Le 25 décembre, Cécile offre une orange et des crayons à Malvina pour son 1er vrai Noël. Cécile est accusée de collabo[pas clair]. En mars 1914, le curé oblige Pierre à mettre Malvina dans son école et fait prendre des lettres compromettantes chez Cécile qui continue à aider Malvina, qui obtiendra le certificat d'étude. Le curé est muté à Brive et Cécile (sur sa demande) reste à St Roch. Le 3 août, la guerre est déclarée. Pierre est mobilisé. Avant son départ, Pierre et Cécile se sont aimés... Il est tué au front. Cécile et Malvina restent à Saint-Roch toute leur vie.